# 塩化鉄(III)
塩化鉄(III)（えんかてつ(III)、Iron(III) chloride）は、組成式 FeCl3の無機化合物である。かつては塩化第二鉄（えんかだいにてつ、ferric chloride）とも呼ばれた。金属光沢がある。融点は 302 ℃。アルコールやエーテルに可溶である。潮解性がある。水和物は黄褐色（写真）を呈する。水に溶かすと赤褐色の溶液となる。
塩化鉄(II)が酸素や空気により酸化され生成したものは、不均化および加水分解により酸化鉄(III) や水酸化鉄(III)、塩基性塩化鉄(III) の沈殿が発生する。
結晶状態のものは強い酸化力を有する。濃厚な水溶液でも酸化作用を示すので、プリント基板や銅版画のエッチング剤として利用されている。
フェノール類に加えると呈色するため、それらの検出に用いられる。ヘキサシアニド鉄(II) 酸カリウムとの反応で濃青色沈殿が生成する。
塩化第二鉄の2004年度日本国内生産量は 35万6472トン、工業消費量は 2万9314トンである。

## 生成
塩化鉄(II)と塩素の反応で生成される。
{\displaystyle {\ce {2FeCl2\ + Cl2 -> 2FeCl3}}}
または、塩化鉄(II)・二酸化硫黄・塩化水素の反応で生成される。
{\displaystyle {\ce {32FeCl2\ + 8SO2\ + 32HCl -> 32FeCl3\ + S8\ + 16H2O}}}

## 反応
塩化鉄(III)と酸化鉄(III)を約350 ℃まで加熱するとオキシ塩化鉄になる。
{\displaystyle {\ce {FeCl3 + Fe2O3 -> 3FeOCl}}}
3価の鉄イオンが銅から電子を受け取り2価になり、銅は銅イオンになる。塩化鉄(III)は塩化鉄(II)になる。このプロセスをエッチングに利用する。
{\displaystyle {\ce {FeCl3 + Cu -> FeCl2 + CuCl}}}
{\displaystyle {\ce {FeCl3 + CuCl -> FeCl2 + CuCl2}}}